# Хой-Кая

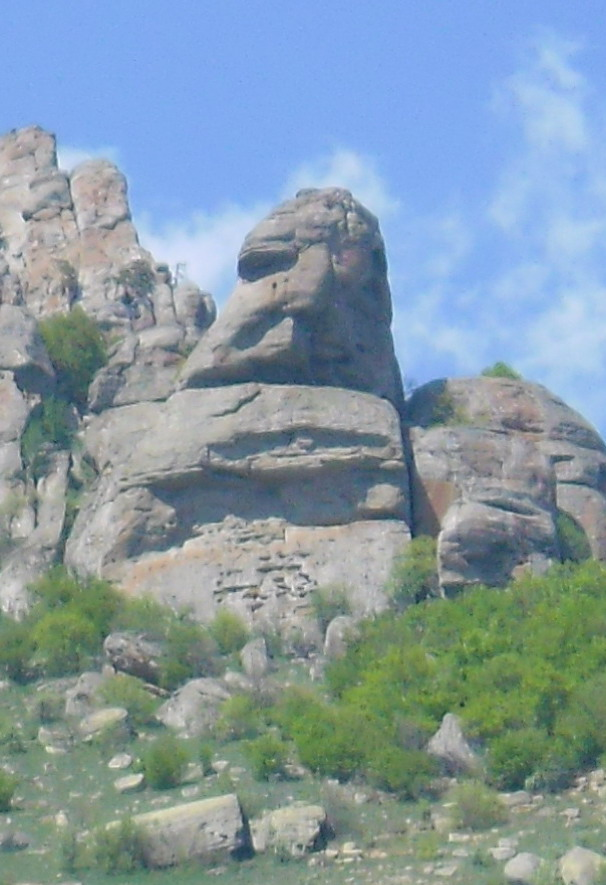
Хой-Кая

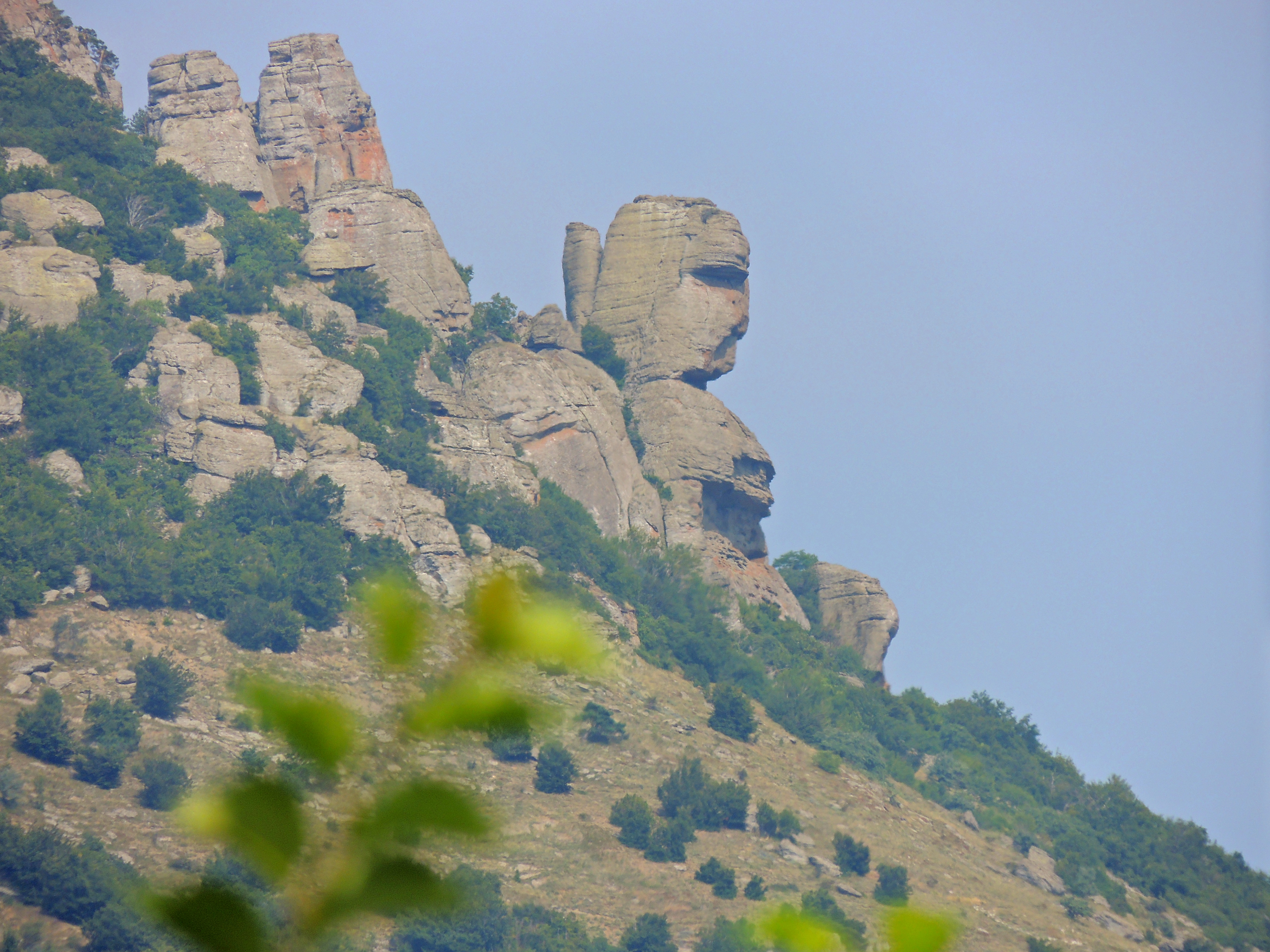
Хой-Кая (Балали-Кая або ж Келін-Кая)

Хой-Кая (крим. Qoy Qaya, «кой» — вівця, «кая» — скеля)  — група схожих на вежі скель у Криму, серед яких виділяються Балали-Кая — Скала-дитя, або ж Келін-Кая — Скала-наречена (колоніальна російська назва — голова Катерини Другої), скала Аленга та стовпи Чомачай (деталь упряжі для волів); на найвищий точці встановлений репер.
Розташована на південній частині Демерджі, в 1 км від нп Лучисте (Алуштинська міськрада).
Мальовнича скеля добре видна з траси Сімферополь — Ялта.
Скелі Хой-Кая складають гірські породи верхньоюрського періоду (135—160 млн років тому). Вапнякові мули, галька, валуни, пісок, глинисті частки, знесені з суші утворили вапняки, конгломерати, пісковики, алевроліти . Конгломерати з гальки і пісковика, повільно руйнуючись, перетворилися в химерні «скульптури».